# Lyme-Klasse
Die Lyme-Klasse war eine Klasse von zwei 28-Kanonen-Fregatten der britischen Marine, die von 1749 bis 1771 in Dienst stand.

## Geschichte
Die im britischen Rangsystem zum 6. Rang gehörenden beiden Schiffe der Klasse, wurden zwischen Juli 1747 und Juni 1749 auf den Marinewerften in Deptford und Plymouth gebaut. Sie basierten auf dem Anfang 1747 gekaperten französischen Freibeuter Namens Le Tygre, welcher in seiner Konstruktion den ab den 1740er Jahren eingeführten französischen Fregatten des Typs Frégate de 8 entsprach. Obwohl beide Schiffe bei ihrer Indienststellung über eine Bestückung mit 28 Kanonen verfügten, wurden sie bis 1756 nur als 24-Kanonen-Schiffe bezeichnet (Post ship), da die vier Geschütze auf dem Achterdeck nicht mitgezählt wurden.
Wie zum Beispiel die Amphitrite-Klasse (30 Kanonen) auf französischer Seite, waren die beiden Schiffe der Lyme-Klasse die aus heutiger Sicht ersten britischen Schiffe, welche als klassische Segelfregatte bzw. „richtige“ Fregatten angesehen werden.

## Einheiten
| Name    | Bauwerft                             | Bestellung     | Kiellegung         | Stapellauf        | Indienststellung | Verbleib                                                                                |
| ------- | ------------------------------------ | -------------- | ------------------ | ----------------- | ---------------- | --------------------------------------------------------------------------------------- |
| Lyme    | Deptford Dockyard, Deptford (London) | 29. April 1747 | 24. September 1747 | 10. Dezember 1748 | 8. Februar 1749  | Am 18. Oktober 1760 vor der schwedischen Küste auf Grund gelaufen und verloren gegangen |
| Unicorn | Plymouth Dockyard, Plymouth          | 29. April 1747 | 3. Juli 1747       | 7. Dezember 1748  | 17. Juli 1749    | Im Dezember 1771 in Sheerness abgebrochen                                               |

## Technische Beschreibung
Die Klasse war als Batterieschiff mit einem durchgehenden Geschützdeck konzipiert und hatte eine Länge von 35,9 Metern (Geschützdeck) bzw. 29,4 Metern (Kiel), eine Breite von 10,3 Metern und einen Tiefgang von 3,1 Metern, bei einer Vermessung von 581 50⁄94 tons (bm). Die Schiffe waren Rahsegler mit drei Masten (Fockmast, Großmast und Kreuzmast). Der Rumpf schloss im Heckbereich mit einem Heckspiegel, in den eine Galerie integriert war, die in die seitlich angebrachte Seitengalerie mündete. Diese waren aus Repräsentationsgründen durch zeitspezifische Schnitzereien und Bildhauerarbeiten geschmückt. Die Beplankung war kraweel ausgeführt, das heißt, die Enden der Planken stießen stumpf aufeinander, so dass eine glatte Außenfläche entstand.
Die Bewaffnung bestand aus 28 Kanonen und zusätzlich zwölf ½-Pfünder-Drehbassen, diese wurden aber nicht bei der Geschützzählung miteinbezogen.
|        | Batteriedeck   | Backdeck | Achterdeck    | Kanonen (Geschossgewicht) |
| ------ | -------------- | -------- | ------------- | ------------------------- |
| Design | 24 × 9-Pfünder | –        | 4 × 3-Pfünder | 28 Kanonen (51,699 kg)    |

## Besatzung
Die Besatzung hatte bei Indienststellung eine Stärke von 160 Mann (Offiziere und Unteroffiziere bzw. Mannschaften), welche sich im September 1756 auf 180 und im November des gleichen Jahres auf 200 Mann erhöhte.